# سوسونو (شيزوكا)
مدينة سوسونو (بالإنجليزية: Susono)‏ هي أحد المدن التابعة لمحافظة شيزوكا. تأسست رسميًا في 01/01/1971. ويقدر عدد سكانها بـ 53740 نسمة حسب تقدير مكتب الإحصاء الياباني لعام 2012. تبلغ مساحة سوسونو 138.39 كم2. بكثافة سكانية تبلغ 388 نسمة/كم2.